# Charles Dollfus
Charles Dollfus (ur. 31 marca 1898 w Paryżu, zm. 3 lipca 1981 tamże) – francuski pilot, baloniarz, pierwszy kurator Muzeum Lotnictwa i Astronautyki Le Bourget.

## Życiorys
Należał do starej i bogatej rodziny produkującej nici. W 1914 roku ukończył  École du Louvre. Podczas I wojny światowej pełnił funkcję cywilnego instruktora francuskiej marynarki wojennej. Pierwszy lot odbył 29 października 1911 roku, a w kwietniu 1913 roku otrzymał licencję FAI. 3 września 1918 roku uzyskał licencją FAI-FAC na sterowiec. W 1932 roku jako pierwszy Francuz przeleciał w obie strony na sterowcu Ocean Atlantycki. Odbył wiele lotów balonem i uczestniczył w wielu zawodach. Sześciokrotnie uczestniczył w zawodach o Puchar Gordona Bennetta. Był jednym z założycieli i  w latach 1927–1958 pierwszym kuratorem Musée de l'Aéronautique de Meudon, obecnie noszącego nazwę Muzeum Lotnictwa i Astronautyki Le Bourget.
Jego synem był francuski astronom Audouin Dollfus, który 30 marca 1954 odbył wraz z ojcem lot balonem na wysokość 7000 metrów z teleskopem przypiętym do gondoli.

## Publikacje
Napisał kilka książek o baloniarstwie. Wśród nich: Les Ballons, En Ballon,  L'Historie de L'Aeronautique, Orion Book of Balloons. Był współautorem książek: L'Homme; L'Air et L'Space; L'Annee Aeronautique.

## Odznaczenia
W 1960 roku został mu przyznany Dyplom Montgolfiera, który początkowo był przyznawany przez FAI zawodnikom za ich osiągnięcia sprzed 1960 roku (daty ustanowienia nagrody).  Otrzymał również inne francuskie odznaczenia: Krzyż Wojenny, Medal Lotniczy i Legię Honorową.